# Kerewan
Kerewan es una población de Gambia, mandada a construir por Mamadi Safiyatu Fatty hace unos 400 años. Situada a orillas del Bolong Miniminiyang, a unos 60 km al este de Banjul. Es la capital administrativa de la División North Bank. En 1993 tenía una población de 3.403 habitantes.